# One of These Nights
One of These Nights är rockgruppen Eagles fjärde studioalbum. Det släpptes den 10 juni 1975 och blev månaden därpå bandets första album att nå förstaplatsen på Billboardlistan. Albumet är gruppens sista med gitarristen Bernie Leadon, han ersattes på nästa studioalbum, Hotel California, av Joe Walsh. 
"One of These Nights" blev gruppens andra låt att nå toppen av Billboards singellista. Även "Lyin' Eyes" och "Take It to the Limit" släpptes som singlar och nådde andra respektive fjärde plats. 
"Visions" är den enda Eagles-låt som har Don Felder som huvudvokalist. 
Det instrumentella stycket "Journey of the Sorcerer" användes som signaturmelodi till radioserien Liftarens guide till galaxen.

## Låtlista
Sida 1
1. "One of These Nights" (Don Henley, Glenn Frey) – 4:51
2. "Too Many Hands" (Randy Meisner, Don Felder) – 4:42
3. "Hollywood Waltz" (Bernie Leadon, Tom Leadon, Don Henley, Glenn Frey) – 4:04
4. "Journey of the Sorcerer" (Bernie Leadon) – 6:40

Sida 2
1. "Lyin' Eyes" (Don Henley, Glenn Frey) – 6:39
2. "Take It to the Limit" (Randy Meisner, Don Henley, Glenn Frey) – 4:48
3. "Visions" (Don Felder, Don Henley) – 4:00
4. "After the Thrill Is Gone" (Don Henley, Glenn Frey) – 3:58
5. "I Wish You Peace" (Patti Davis, Bernie Leadon) – 3:45

## Medverkande
- Glenn Frey - sång, gitarr, keyboard, harmonium
- Don Henley - sång, trummor, percussion, tabla
- Bernie Leadon - sång, gitarr, banjo, mandolin, steel guitar, pedal steel guitar
- Don Felder - sång, gitarr, slidegitarr, orgel
- Randy Meisner - sång, elbas, gitarr
- David Bromberg - fiol på "Journey of the Sorcerer"
- The Royal Martian Orchestra - stråkar på "Journey of the Sorcerer"
- Albhy Galuten - synthesizer på "Hollywood Waltz"
- Jim Ed Norman - piano på "Lyin' Eyes" och "Take It to the Limit", stråkarrangemang